# Víctor Cabañas
Víctor Ramón Cabañas (nacido el 13 de febrero de 2003 en Estados Unidos) es un futbolista paraguayo que juega como lateral derecho en el Club Cerro Porteño de la Primera División de Paraguay.

## Trayectoria
Cabañas comenzó su formación futbolística en la academia Fundación Marcet en Barcelona, España.
En 2023, firmó con el Club Cerro Porteño, uno de los clubes más importantes de Paraguay, y fue incorporado al primer equipo. Su debut en la Primera División de Paraguay se produjo el 3 de junio de 2023.

## Selección nacional
Ha sido convocado a la selección de fútbol sub-20 de Paraguay, participando en el Campeonato Sudamericano de Fútbol Sub-20 de 2023, donde disputó 3 partidos como titular.

## Estadísticas
- Actualizado a febrero de 2025.*

### Clubes
| Temporada     | Equipo             | Liga          | Liga | Liga  | Copas nacionales | Copas nacionales | Copas nacionales | Copas continentales | Copas continentales | Copas continentales | Total | Total | Total |
| Temporada     | Equipo             | Comp          | Part | Goles | Comp             | Part             | Goles            | Comp                | Part                | Goles               | Part  | Goles |       |
| ------------- | ------------------ | ------------- | ---- | ----- | ---------------- | ---------------- | ---------------- | ------------------- | ------------------- | ------------------- | ----- | ----- | ----- |
| 2023          | Club Cerro Porteño | PD            | 8    | 0     | CP               | 1                | 0                | CL                  | 0                   | 0                   | 9     | 0     |       |
| 2024          | Club Cerro Porteño | PD            | 6    | 0     | CP               | 1                | 0                | CL+CS               | 1                   | 0                   | 8     | 0     |       |
| Total carrera | Total carrera      | Total carrera | 14   | 0     |                  | 2                | 0                |                     | 0                   | 0                   | 17    | 0     |       |

### Selección nacional
| Torneo                         | Edición | Partidos | Goles | Asistencias |
| ------------------------------ | ------- | -------- | ----- | ----------- |
| Campeonato Sudamericano Sub-20 | 2023    | 3        | 0     | 0           |